# 클레오파트라 에우리디케
클레오파트라 에우리디케(고대 그리스어: Κλεοπάτρα Ευρυδίκη, 라틴어: Cleopatra Eurydice)는 기원전 4세기 고대 마케도니아의 왕 필리포스 2세의 왕비로 마케도니아의 귀족 아탈로스의 조카이다. 필리포스 2세가 마지막으로 결혼한 일곱 번째 아내이다.

## 생애
클레오파트라는 기원전 338년 또는 337년에 필리포스 2세가 아내로 삼았고, 에우리디케라는 이름을 부여했다. 필리포스에게는 이미 아내들이 많았지만, 클레오파트라와의 결혼은 왕비 올림피아스를 크게 동요시켰고, 자신의 아이 알렉산드로스 3세의 왕위 계승에 불안감을 던져주었다.
유니아누스 유스티누스와 사티로스에 따르면, 클레오파트라 에우리디케와 필리포스 사이에 여자 아이 에우로파와 남자 카라노스를 낳았다고 전한다.
필리포스 2세의 암살 이후 올림피아스가 에우로파와 카라노스를 살해한 후, 곧바로 클레오파트라는 스스로 목숨을 끊었다. 피터 그린은 카라노스의 죽음을 명령한 것은 알렉산드로스였지만, 에우로파와 클레오파트라의 죽음은 올림피아스의 집념의 결과에 따른 것이라고 강하게 시사하고 있다.

## 참고 문헌
- 피터 그린; Alexander of Macedon: 356-323 B.C. A Historical Biography; Berkeley & Los Angeles; 캘리포니아 대학교 출판부; 1991.